# Granger (Iowa)
Granger – miasto w Stanach Zjednoczonych, w stanie Iowa, w hrabstwie Dallas i Polk. W 2000 liczyło 583 mieszkańców.